# Якорудски езера
Якорудските езера са група от 3 ледникови езера в Източния дял на Рила, между върховете Ковач (2634 m) на запад и Суха Вапа (2639 m) на север.
Най-високо разположеното, на 2353 m н.в и 42°06′32″ с. ш. 23°35′00″ и. д. / 42.108889° с. ш. 23.583333° и. д., е най-малкото Якорудско езеро (Синьото езеро) с площ от 8,6 дка и с полукръгла форма.
Мъртвото Якорудско езеро е най-голямото с площ 4,27 ха и най-дълбокото – 16,5 m. Разположено е на 42°06′05″ с. ш. 23°34′52″ и. д. / 42.101389° с. ш. 23.581111° и. д. и на 2292 m н.в. Има скалисти северни и западни брегове и тинесто дъно. Има форма на равнобедрен триъгълник, обърнат с върха си на изток-североизток, с „основа“ 220 m и „бедра“ 325 m.
Двете езера чрез отделни потоци се оттичат в Рибното Якорудско езеро, разположено на 260 m източно от Мъртвото езеро, на 2191 m н.в. и площ от 2,87 ха. От него изтича Голяма Баненска река, десен приток на река Бяла Места (дясна съставяща на река Места). В югоизточната част на езерото е изградена преградна стена, която предизвиква повишаване нивото и площта му. Площта му се е увеличила до ок. 9 – 10 ха.